# 克罗梅农村居民点
克罗梅农村居民点（俄语：Кромское сельское поселение）是俄罗斯联邦伊万诺沃州上兰杰赫区所属的一个农村居民点。其下辖有39个居民点，行政中心为克罗梅。据2016年统计，该农村居民点的人口为518人。